# 大明宫街道
大明宫街道是中华人民共和国陕西省西安市未央區下辖的一个乡镇级行政单位。

## 行政区划
大明宫街道下辖以下地区：
太华路社区、雅荷社区、铁路小区社区、连心社区、锦园新世纪花园社区、孙家湾社区、十里铺社区、明园社区、杨家庄社区、曹家庙村、井上村、刚家寨村、炕底寨村、东前进村和先锋村。